# Педикирка
„Педикирка” је југословенски ТВ филм из 1968. године. Режирао га је Љубомир Драшкић а сценарио је написао Брана Црнчевић

## Улоге
| Глумац           | Улога |
| ---------------- | ----- |
| Милутин Бутковић |       |
| Рахела Ферари    |       |
| Предраг Лаковић  |       |
| Никола Милић     |       |
| Зоран Радмиловић |       |
| Ружица Сокић     |       |